# Anne Openshaw
Anne Openshaw (geb. vor 1994 in Surrey) ist eine kanadische Schauspielerin und Synchronsprecherin.

## Leben
Die aus Surrey stammende Openshaw begann ab Mitte der 1990er Jahre sich durch Nebenrollen als Schauspielerin zu etablieren. Von 1997 bis 1998 war sie in 12 Episoden der Fernsehserie Breaker High in der Rolle der Ana Mitchell zu sehen. 2001 spielte sie im Katastrophenfernsehfilm Flug 534 – Tod über den Wolken die Rolle der Flight Attendant Tracey Nichols. 2007 spielte sie eine der Serienhauptrollen als Kathleen Ford-McNea in Across the River to Motor City. Im Jahr 2011 war sie im Film The Grey – Unter Wölfen als Frau von John Ottway, gespielt von Liam Neeson, zu sehen. Sie wurde 2015 für ihre Leistungen in der Fernsehserie Call Me Fitz im Jahr 2013 mit einer Nominierung für den Canadian Screen Award belohnt. 2015 spielte sie im Film Ein Heiratsantrag zu Weihnachten die Rolle der Cindy.

## Filmografie (Auswahl)
- 1994: Von Eifersucht besessen (Beyond Betrayal, Fernsehfilm)
- 1995: Indiskrete Leidenschaft (Dangerous Indiscretion)
- 1995: Madagascar Pink (Kurzfilm)
- 1996: Outgun – Der Kopfgeldjäger (Bounty Hunters)
- 1997: Hardball – Die Kopfgeldjäger 2 (Bounty Hunters 2)
- 1997–1998: Breaker High (Fernsehserie, 12 Episoden)
- 1998: Auf kalter Spur (Cold Squad, Fernsehserie, Episode 2x04)
- 1998: First Wave – Die Prophezeiung (First Wave, Fernsehserie, Episode 1x11)
- 1999: Night Man (Fernsehserie, Episode 2x11)
- 1999: The Hoop Life (Fernsehserie)
- 1999: Ricky Nelson: Original Teen Idol (Fernsehfilm)
- 1999: Cold Feet (Fernsehserie, Episode 1x01)
- 1999–2001: Zweimal im Leben (Twice in a Lifetime, Fernsehserie, 2 Episoden, verschiedene Rollen)
- 2000: Mission Erde – Sie sind unter uns (Earth: Final Conflict, Fernsehserie, Episode 3x17)
- 2001: Flug 534 – Tod über den Wolken (Rough Air: Danger on Flight 534, Fernsehfilm)
- 2002: Narc
- 2002: Mutant X (Fernsehserie, Episode 1x10)
- 2002: Recipe for Murder (Fernsehfilm)
- 2002: The Chris Isaak Show (Fernsehserie, Episode 2x16)
- 2002: Puppets Who Kill (Fernsehserie, Episode 1x06)
- 2002: Wenn wir uns wieder sehen (We'll Meet Again, Fernsehfilm)
- 2003: Just Cause (Fernsehserie, Episode 1x19)
- 2004: A Beachcombers Christmas (Fernsehfilm)
- 2005: Fatal Reunion
- 2005: Secret Lives (Fernsehfilm)
- 2005: Captive Hearts (Fernsehfilm)
- 2005: Reunion (Fernsehserie, Episode 1x08)
- 2005: Criminal Intent
- 2005–2006: Stargate Atlantis (Stargate: Atlantis, Fernsehserie, 4 Episoden)
- 2006: Falcon Beach (Fernsehserie, Episode 1x06)
- 2006: Supernatural (Fernsehserie, Episode 1x20)
- 2007: Blood Ties – Biss aufs Blut (Blood Ties, Fernsehserie, Episode 1x06)
- 2007: Across the River to Motor City (Fernsehserie, 6 Episoden)
- 2008: Smallville (Fernsehserie, Episode 7x17)
- 2008: The Valet (Kurzfilm)
- 2009: Christmas Crash
- 2010: Blood: A Butcher's Tale
- 2010: Lies Between Friends (Fernsehfilm)
- 2011: Obsession (Fernsehfilm)
- 2011: The Grey – Unter Wölfen (The Grey)
- 2011–2012: R. L. Stine’s The Haunting Hour (Fernsehserie, 3 Episoden)
- 2012: Continuum (Fernsehserie, Episode 1x04)
- 2012: Gregs Tagebuch 3 – Ich war’s nicht! (Diary of a Wimpy Kid: Dog Days)
- 2012: American Mary
- 2012: The Eleventh Victim (Fernsehfilm)
- 2013: Psych (Fernsehserie, Episode 7x13)
- 2013: Call Me Fitz (Fernsehserie, 3 Episoden)
- 2014: Beach Head (Kurzfilm)
- 2015: Patterson's Wager
- 2015: iZombie (Fernsehserie, Episode 2x04)
- 2015: Ein Heiratsantrag zu Weihnachten (Just in Time for Christmas, Fernsehfilm)
- 2016: Date with Love (Fernsehfilm)
- 2016: Garage Sale Mysteries (Fernsehserie, Episode 1x06)
- 2016: R.L. Stine – Die Nacht im Geisterhaus (Mostly Ghostly 3: One Night in Doom House)
- 2017: Campus Caller (Fernsehfilm)
- 2017: Summer in the Vineyard (Fernsehfilm)
- 2017: I Am Elizabeth Smart (Fernsehfilm)
- 2021: I Loved Her First (Kurzfilm)

## Synchronisationen (Auswahl)
- 2016: Dead Rising 4 (Computerspiel)